# 諾加萊斯 (索諾拉州)

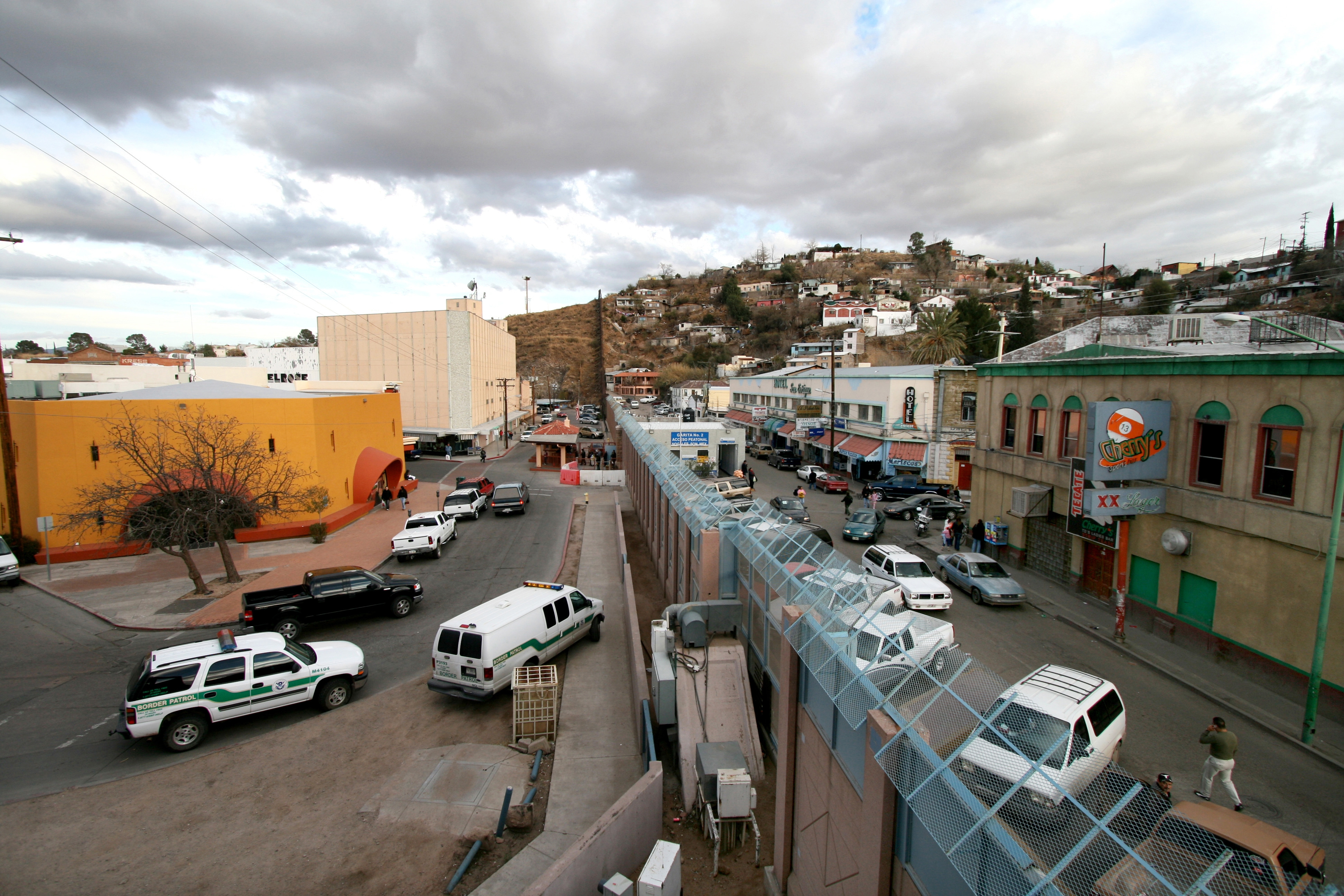

諾加萊斯（西班牙語：Heroica Nogales）是墨西哥北部索諾拉州的城市，位於美墨邊界上，與美國的諾加利斯相鄰，兩者的鎮名具有相同的字母拼法（但中文譯名不同）。始建於1884年，面積1,675平方公里，海拔高度1,199米，每年平均降雨量523毫米，2010年人口212,533。

## 外部連結
- Link to tables of population data from Census of 2005 INEGI: Instituto Nacional de Estadística, Geografía e Informática
- Nogales, Ayuntamiento Digital (Official Website of Nogales, Sonora) （西班牙文）
- Nogales Sonora Website （页面存档备份，存于）
- Everything you want to know about Nogales - Bilingual

31°19′07″N 110°56′45″W / 31.31861°N 110.94583°W